# VfB Friedrichshafen
VfB Friedrichshafen (skraćno od Verein für Bewegungsspiele Friedrichshafen) njemačko je športsko društvo iz Friedrichshafena.
Osnovano je 1909. godine i broji odjeljenja u više športskih grana. Najuspješnija je odbojkaška momčad.

## Odjeli
- Momčadski športovi s loptom: nogomet, rukomet, košarka, odbojka i kuglanje.
- Športovi s reketom: tenis, stolni tenis ibadminton.
- Borilački športovi: boks, karate, hrvanje i taekwondo.
- Ostali športovi: planinarenje, atletika, dizanje utega, mačevanje i rolanje.

## Vanjske poveznice
- Službene stranice društva (njem.)